# Sakutarō Hagiwara
Sakutarō Hagiwara (jap. 萩原朔太郎 Hagiwara Sakutarō; ur. 1 listopada 1886, zm. 11 maja 1942) – japoński poeta, eseista i teoretyk literatury.

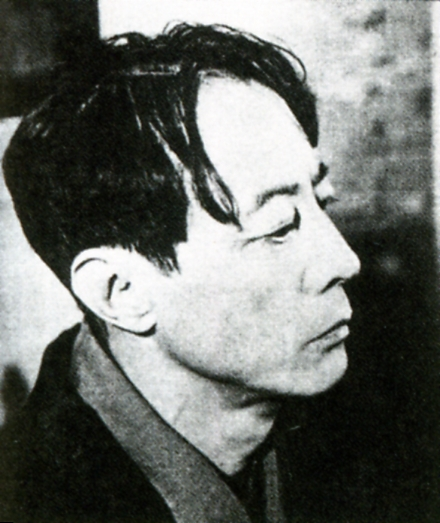
Sakutarō Hagiwara

Pochodził z Maebashi w prefekturze Gunma. Debiutował jako nastolatek na łamach magazynu Bunko. Wspólnie z przyjacielem Murō Saiseiem prowadził periodyk literacki Takujō Funsui (1915) i Kanjō (1916). W 1917 roku opublikował swój pierwszy tomik poetycki, Tsuki ni Hoeru. Wśród jego późniejszych dokonań poetyckich znajdują się zbiory Atarashi yokujō (1922), Ao neko (1923), Kyomō no seihi (1929), Hyōtō (1934), Shijin no shimei (1937), Muraka no teikō (1937) i Shukumei (1939). Opublikował także kilka rozpraw teoretycznoliterackich, w tym Shi no genri (1925), Ren’ai meika-shū (1931) i Nihon-e no kaiki (1938). W 1933 roku założył czasopismo literackie Seiri.
Tworzył poezje w stylu waka, a także bardziej współczesne utwory pisane wierszem wolnym. Na jego twórczość silny wpływ wywarł dorobek Edgara Allana Poego i Charles’a Baudelaire’a. W swoich utworach na szeroką skalę stosował mowę potoczną.